# Dobropilla (hromada Kryworiżżia)
Dobropilla (ukr. Добропілля) – wieś na Ukrainie, w obwodzie donieckim, w rejonie pokrowskim, w hromadzie Kryworiżżia. W 2001 liczyła 1084 mieszkańców, spośród których 1007 wskazało jako ojczysty język ukraiński, 76 rosyjski, a 1 węgierski.